# Hertia kraussii
Hertia kraussii là một loài thực vật có hoa trong họ Cúc. Loài này được (Sch.Bip.) Fourc. mô tả khoa học đầu tiên năm 1941.